# Castello delle Carpinete
Il castello delle Carpinete è un castello medievale costruito prima del 1077 a Carpineti, in provincia di Reggio Emilia, a cavallo delle valli del Secchia e del Tresinaro; è uno dei più vasti dell'Appennino reggiano. A fianco dell'ingresso del castello si trova la chiesa di Sant'Andrea, consacrata nel 1117.

## Storia
Non è nota con certezza la data della costruzione. Fu di proprietà della contessa Matilde di Canossa ed è certo che già nel 1077 papa Gregorio VII vi si rifugiò per difendersi da Enrico IV e da Carpineti datò numerosi atti del suo Governo. La contessa Matilde tenne nel castello, nell'anno 1092, che era divenuto la sua sede preferita, un "placito", o congresso, con Eriberto, vescovo di Reggio, e altri prelati per decidere se continuare la guerra contro Enrico IV. Dalle Carpinete anch'essa datò molti atti di governo e un secondo placito vi si tenne nel 1114.
Essendo il castello bene allodiale della contessa, alla sua morte esso seguì le vicende del patrimonio matildico. Compreso nella donazione fatta alla Chiesa, fu contrastato e assalito da signorotti dei territori circostanti, come dai signori Da Baiso, dai parmigiani di Moroello Malaspina e dal Comune di Reggio, che ottenne dai carpinetani giuramento di fedeltà nel 1218. Assieme alla maggior parte del patrimonio matildico, Carpineti finì in mano ai Fogliani dai quali nel 1385, per la vendita compiuta da Carenza, erede di Almerico da Fogliano, passò in gran parte alla famiglia dei Sessi.
La restante parte restò ai Fogliani fino al 1409, anno in cui tutti i territori della potente famiglia passarono agli Estensi, che possedettero la montagna reggiana, parte integrante del ducato di Reggio, sino al XIX secolo. Nel 1513 il governatore pontificio di Reggio Giovanni Gozzadini assegnò il castello al bandito Domenico Amorotto, nativo proprio di Carpineti, come riconoscimento per la sua fedeltà. Dieci anni dopo il castello torna nelle mani degli Estensi. Nel Seicento Carpineti fu feudo dei marchesi Fontanelli, successivamente dei Molza e nel secolo XVIII del conte Giannini, infine della famiglia Valdrighi, ultima feudataria sotto gli Estensi.

## Galleria d'immagini

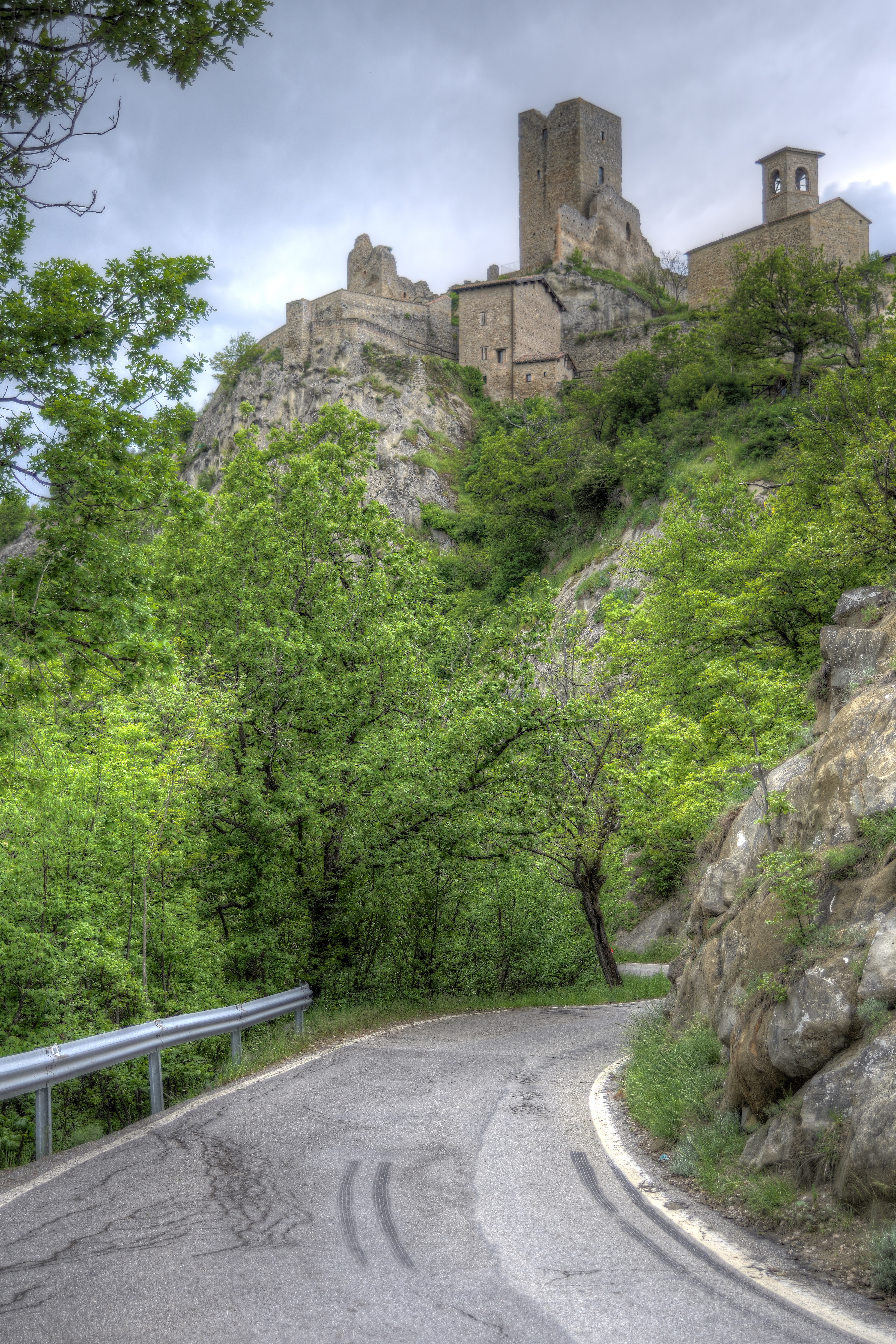
Castello delle Carpinete
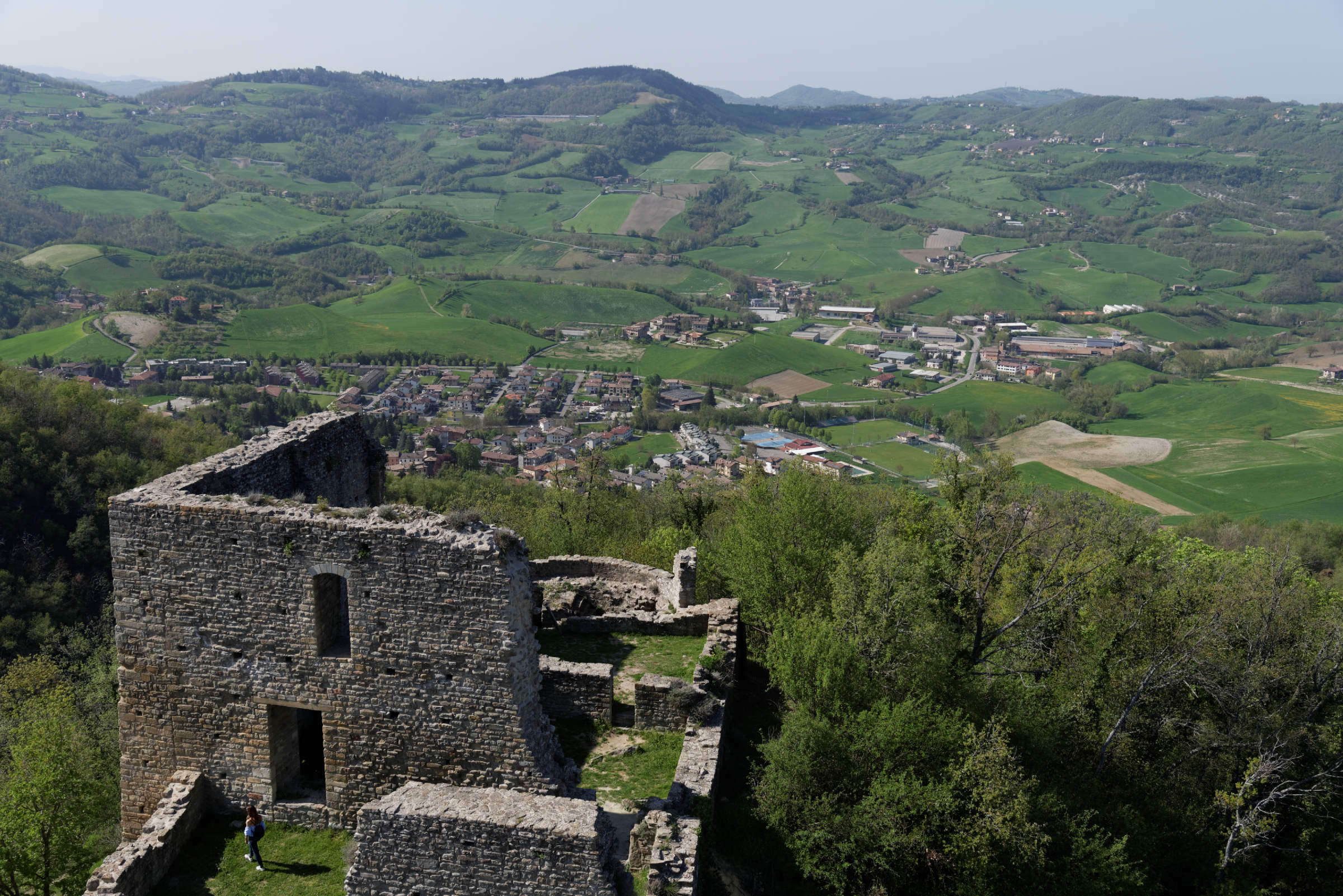
Carpineti visto dal Castello delle Carpinete. In primo piano si vede l'edificio nobile del castello.
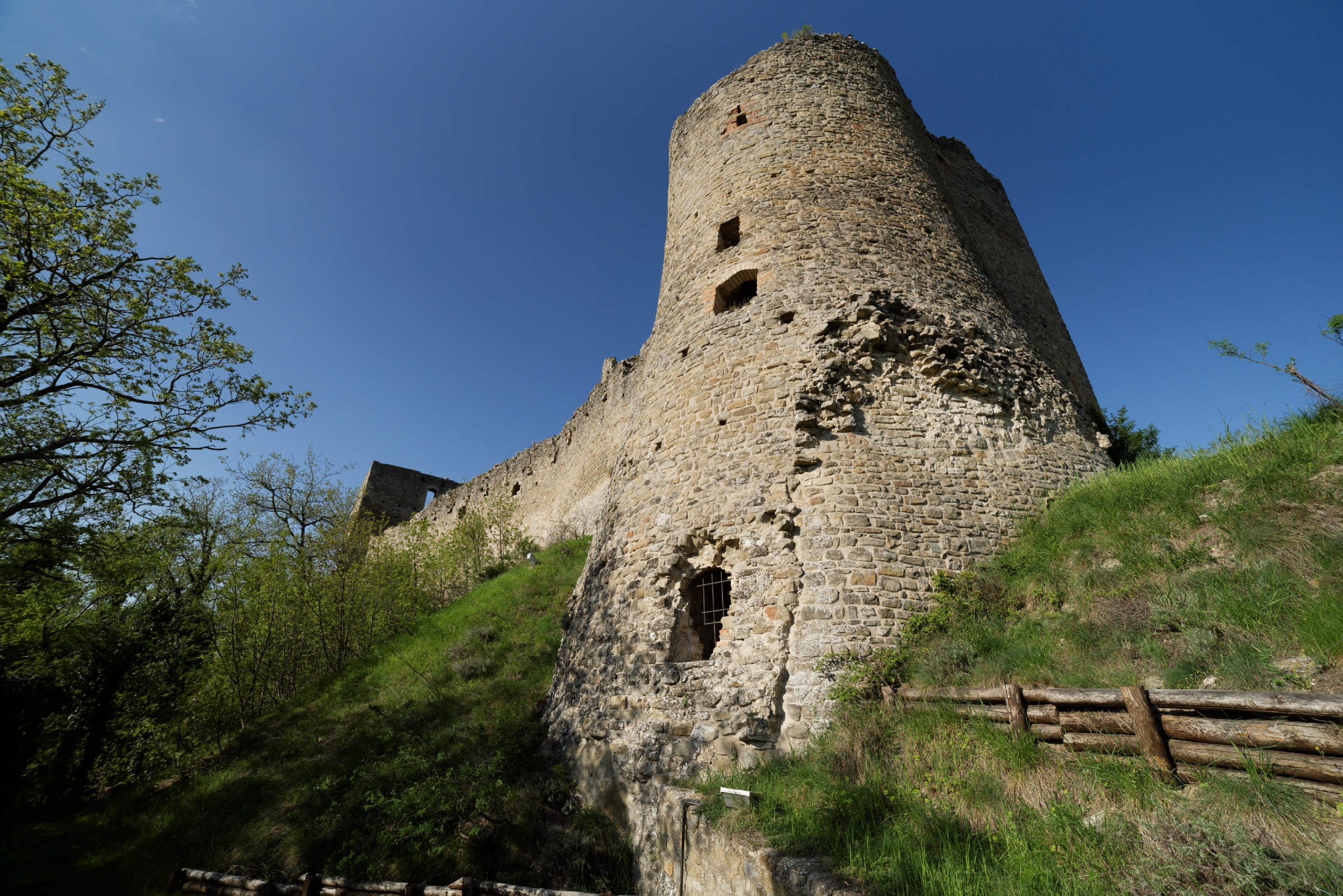
Castello delle Carpinete, torre sud.

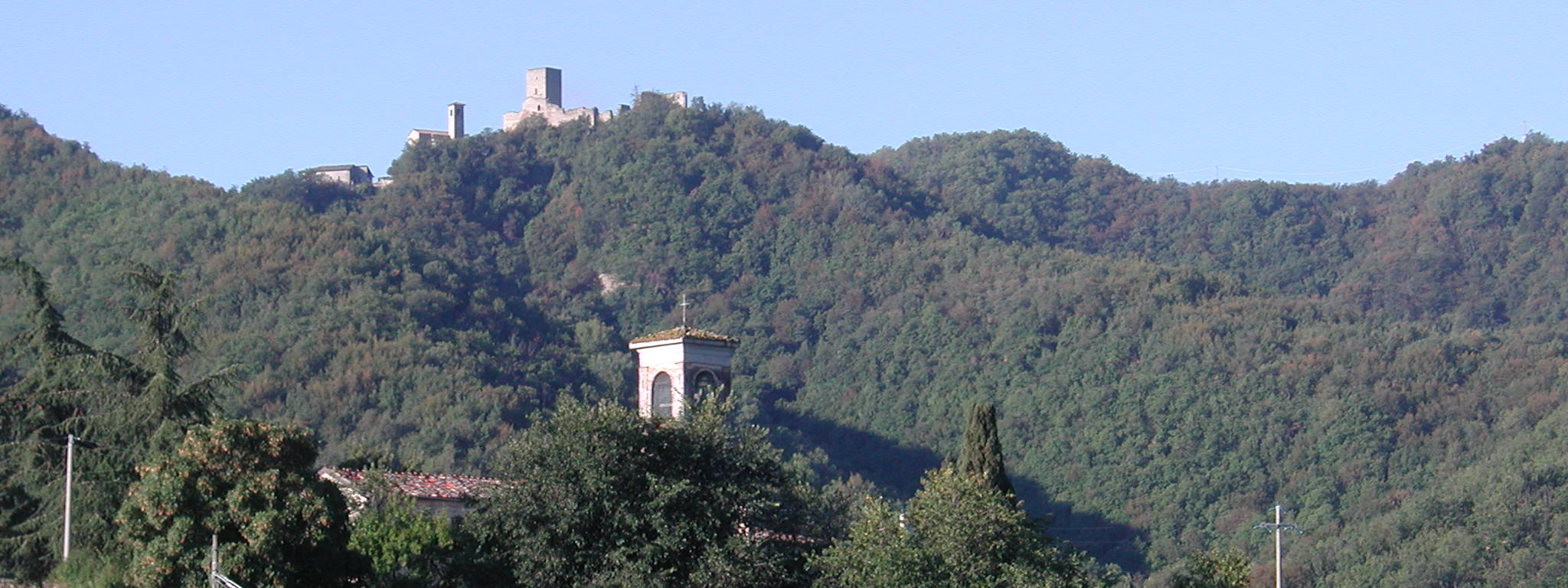
Il castello visto da Poiago.